# كهف ناجدينا
كهف ناجدينا (ويعرف أيضًا بكهف ليبرتوفا) هو كهف كارستي يقع في سلوفينيا، يبلغ طوله 4 كم وعمقه 105م، وتعيش فيه العديد من أنواع الحيوانات الجوفية بسبب تواجد المياه فيه.